# Raffaele Garofalo
Raffaele Garofalo, né à Naples le 18 novembre 1851 et mort dans la même ville le 18 avril 1934, est un magistrat, juriste et criminologue italien.  Disciple de Cesare Lombroso, il pense comme lui que le crime ne pourra s'expliquer que s'il est étudié avec des méthodes scientifiques. Considéré, avec Cesare Lombroso et Enrico Ferri, comme l'un des fondateurs de la criminologie au XIXe siècle, il fait partie de l'École positiviste italienne.
Raffaele Garofalo est généralement admis comme l’auteur qui a popularisé l'usage du terme « criminologie ».

## Œuvres
- Di un criterio positivo della penalità, 1880
- La Criminologie : étude sur la nature du crime et la théorie de la pénalité (Criminologia: studio sul delitto, sulle sue cause e sui mezzi di repressione), 1885[2]
- Riparazione alle vittime del delitto, 1887
- Contro la corrente! Pensieri sulla proposta abolizione della pena di morte nel progetto del nuovo codice penale italiano, 1888
- Riforma della procedura penale in Italia: progetto in un nuovo codice, 1889 (en collaboration avec Luigi Carelli)
- La superstition socialiste (La superstizione socialista), 1895[3]
- Idee sociologiche e politiche di Dante, Nietzsche e Tolstoi: studi seguiti dalla conferenza Ignoranza e criminalità al governo di Parigi nel 1871, 1907
- Metodi educativi di civiltà latina e britannica, 1911

## Distinctions

### Italiennes
- Grand-croix de l'ordre des Saints-Maurice-et-Lazare
- Grand-croix de l'ordre de la Couronne d'Italie

### Autres
- Commandeur de la Légion d'honneur (France)